# Tipula (Pterelachisus) fautrix
Tipula (Pterelachisus) fautrix is een tweevleugelige uit de familie langpootmuggen (Tipulidae). De soort komt voor in het Oriëntaals gebied.